# Gymnasium Steigerwald-Landschulheim Wiesentheid
Das Steigerwald-Landschulheim Wiesentheid in Wiesentheid ist ein öffentliches (kommunales) Gymnasium mit angeschlossenem Internat und Tagesheim und somit eine Besonderheit im bayerischen Schulsystem. Es erfüllt neben 14 anderen öffentlichen bayerischen Internatsschulen den gesetzlichen Auftrag des Art. 106 BayEUG.
Im Schuljahr 2023/24 besuchten etwa 500 Schüler das Gymnasium.

## Geschichte
Im April 1945 wurde das private Realprogymnasium Wiesentheid auf Initiative des Oberstudienrates Hans Zander gegründet, nach dem später auch die Straße benannt wurde, an der die Schule liegen würde. 1947 begann der Schulbetrieb in Nebenzimmern von Gasthäusern, bis er dann 1949 ins frühere Reichsarbeitsdienstlager verlegt wurde. Zunächst bestanden lediglich drei Klassen. 1955 beschloss der Zweckverband Bayerische Landschulheime die Errichtung eines Schülerheimes für 60 Knaben, übernahm 1956 das Realprogymnasium und baute es als neunklassige Oberrealschule aus. Der Name wurde in Steigerwald-Landschulheim geändert.

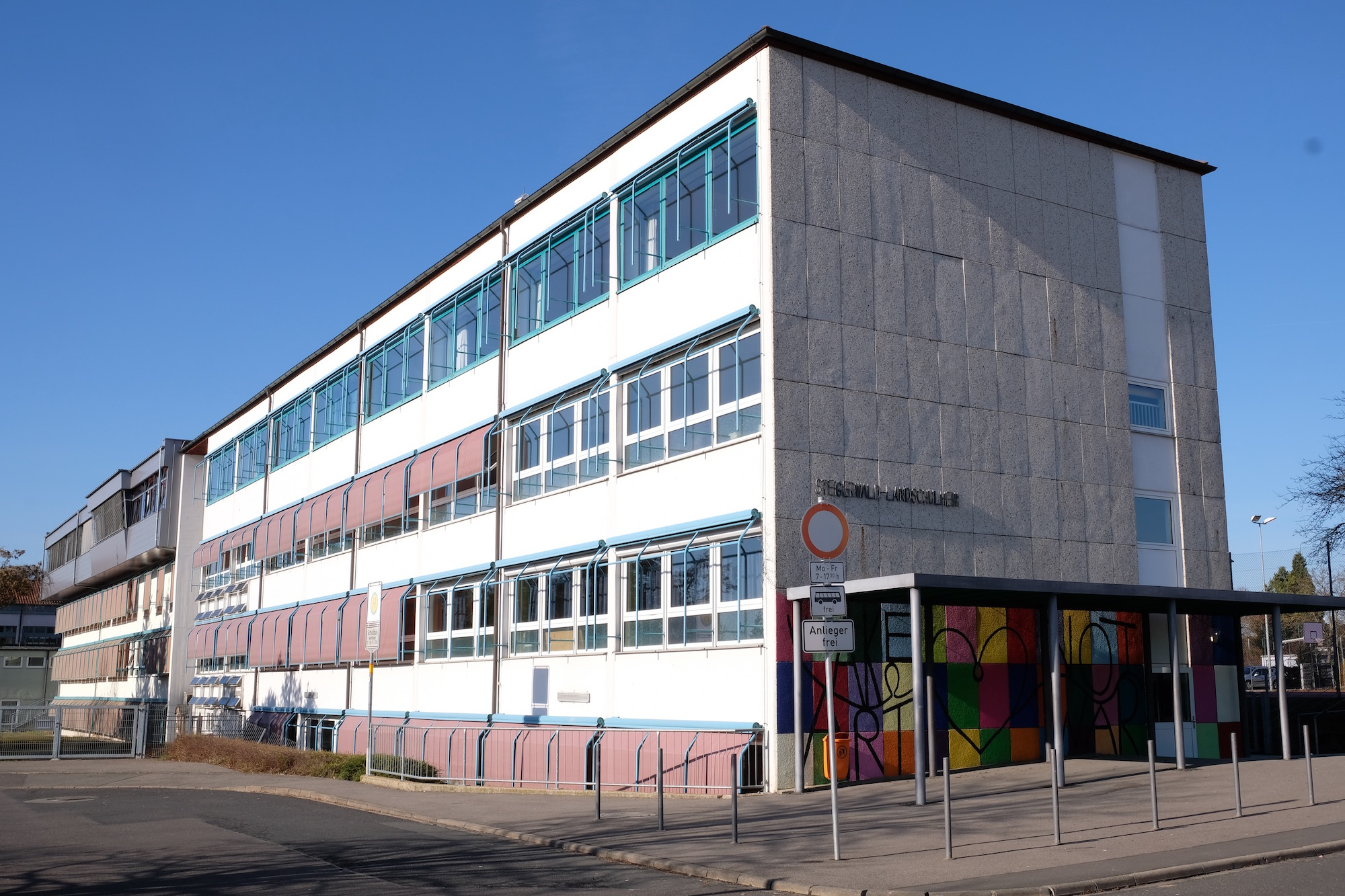

Am 1. September 1962 wurde unter Adolf Goetz die erste Erweiterung des Schülerheims beschlossen. Der Umzug in die heutigen Baulichkeiten erfolgte im Jahr 1963. Um die Schule legte man ein Neubaugebiet, das Areal „Weihersbrunnen I“ an. Schon im nächsten Jahr wurde das Schülerheim dann zum zweiten Mal erweitert. 1966 wurde der Freistaat Bayern Mitglied des Zweckverbandes Bayrischer Landschulheime und in der Schule wurde der sprachliche Schulzweig eingeführt. 1967 wurde das Schulhaus erweitert und dabei auch die erste Schulturnhalle in Betrieb genommen. 1971 wurde das Schulgebäude ein weiteres Mal erweitert diesmal um die Biologie-, Chemie- und Kunsträume und 1978 dann um eine weitere Schulturnhalle und die Kollegstufenräume. Im selben Jahr wurde auch erstmals ein Kollegstufenabitur durchgeführt und der Tagesheimbetrieb wurde errichtet. 1981 wurden zum ersten Mal Mädchen im Internat aufgenommen und 1985 wurde der sozialwissenschaftliche Schulzweig eingeführt.
1996 fand der Umbau der Zeichensäle, Neubau einer neuen Aula und die Umgestaltung des Pausenhofs statt. 2005 wurde Forum und Tagesheim neugebaut und modernisiert. Darauf wurden 2008 Physik-, Chemie- und Biologieräume neugestaltet. In dem folgenden Jahr wurde unter dem neuen Schulleiter Hilmar Kirch Erziehungsziele Verantwortungsbewusstsein, Toleranz und Weltoffenheit im Rahmen der Landschulheimpädagogik: Gemeinsam in die Zukunft vorgestellt. Im Jahre 2010 wurden Profilklassen für Realschulabsolventen eingeführt und die Schule gewann erstmals die Auszeichnung Umweltschule. Ergänzung der langjährigen Schulpartnerschaften mit Tschechien (seit 1992), Ukraine (seit 1998) und Frankreich (seit 2006) durch Israel im Jahre 2012. 2014–2018 erhielt die Schule besondere Bezeichnungen wie Offizielle MINT-Schule (2014), Schule mit Internationaler Ausrichtung (2016), Schule ohne Rassismus – Schule mit Courage (2017) und Weltethosschule (2018).

## Schule
Die Schule ist eine offene Ganztagsschule und bietet folgende Ausbildungsrichtungen an:
- Naturwissenschaftlich-technologisches Gymnasium (NTG)
- Sozialwissenschaftliches Gymnasium (SWG)
- Sprachliches Gymnasium (SG)

Daneben gibt es spezielle Grundschulklassen und eine sogenannte Profil-Klasse, in der Absolventen mit mittlerem Schulabschluss zum Abitur geführt werden.
Über den regulären Fachunterricht hinaus gibt es ein besonderes Nachmittagsangebot (Wahlunterricht) mit einer Vielzahl von Kursen und Arbeitsgemeinschaften.

## Internat/Tagesheim
Das Internat kann bis zu 60 Mädchen und 60 Jungen aufnehmen (aktuelle Zahl: 38 Mädchen und 40 Jungen Stand 2022/2023). Die Schülerinnen und Schüler wohnen je nach Jahrgangsstufe in Drei- oder Zweibettzimmern, in der Oberstufe auch in Einzelzimmern. Das Tagesheim kann beliebig viele Schüler aufnehmen. Derzeit sind 47 Mädchen und 46 Jungen im Tagesheim angemeldet (Stand 2022/2023). Von Montag bis Freitag findet nachmittags in den Klassenzimmern eine betreute Studierzeit statt, zu der Lehrkräfte der Schule zur individuellen fachlichen Unterstützung anwesend sind. Neben Betreuung sind auch sportliche und kreative Aktivitäten geplant: Freizeitland Geiselwind, Bowling, Freibad, Weihnachtsmarkt und Weitere.

## Sport
Für den Sportunterricht werden den Klassen zwei Turnhallen zur Verfügung gestellt. Für den Sommer gibt es zudem zwei Sportplätze und ebenso viele Volleyballfelder. Durch die gute Lage kann auch der Schlosspark in den Unterricht mit eingebunden werden und bietet somit eine gute Abwechslung zu dem Schulgelände.

## Austauschprogramme
Das Landschulheim pflegt seit Jahren einige Schüleraustauschprogramme und Schulfreundschaften mit ausländischen Schulen. Diese sind:
- Der Tschechienaustausch mit dem Gymnázium F. X. Šaldy in Liberec (Kontakt seit 1992)[8]
- Der Ukraineaustausch mit der 'Schule Nr. 4' in Nowohrad-Wolynskyj (Kontakt seit 1999)[8]
- Der Frankreichaustausch mit dem Collège Guillaume de Normandie in Caen (Erstbesuch 2016)[8]
- Der USA-Austausch mit der Highschool in Arcata, Kalifornien[8]

## Auszeichnungen
- 2010 – Kinder und Jugendwettbewerb
- 2010 – 1. Umweltpreis des Landkreises Kitzingen[9]
- 2010 – Umweltschule in Europa / Internationale Agenda 21-Schule[10]
- 2011 – Umweltschule in Europa / Internationale Agenda 21-Schule[10]
- 2012 – Umweltschule in Europa / Internationale Agenda 21-Schule[10]
- 2013 – Umweltschule in Europa / Internationale Agenda 21-Schule[10]
- 2014 – MINT Schule[11]
- 2014 – Teilnahmeurkunde Gemeinsam für Afrika
- 2014 – Umweltschule in Europa / Internationale Agenda 21-Schule[10]
- 2015 – Bayerische Staatsmedaille für besondere Verdienste um die Umwelt[12]
- 2015 – 1. Umweltpreis des Landkreises Kitzingen
- 2015 – Umweltschule in Europa / Internationale Agenda 21-Schule
- 2016 – Umweltschule in Europa / Internationale Agenda 21-Schule
- 2017 – Mint Schule
- 2017 – Schule ohne Rassismus – Schule mit Courage[13]
- 2017 – Umweltschule in Europa / Internationale Agenda 21-Schule
- 2018 – Naturschutzpreis
- 2018 – Spende an Kindernothilfe
- 2018 – Umweltschule in Europa / Internationale Agenda 21-Schule
- 2018 – Weltethos Schule[14]
- 2019 – Umweltschule in Europa / Internationale Nachhaltigkeitsschule
- 2019 – Zertifikat 16. Internationale JuniorScience Olympiade
- 2020 – Deutsch-Französisch Partnerschaftspreis
- 2020 – Umweltschutz in Europa/Internationale Nachhaltigkeitsschule
- 2021 – Berufswahl-Siegel Bayern[15]

## Persönlichkeiten
- Philipp Grimm (* 1992), Schüler, Sportschütze
- Leslie Clio (* 1986), Schülerin, Pop-Sängerin
- Sandra Ellena (* 1973), Schülerin, Sprachwissenschaftlerin[16]
- Harald Pfeiffer (* 1974), Schüler, Physiker
- Kai Uwe Tapken (* 1965), Schüler, Militärhistoriker
- Jürgen Rudolf Gadau (* 1965), Schüler, Professor für Biologie und Zoologie[17]
- Barbara Becker (* 1969), Schülerin, Politikerin, MdL
- Axel Weiß (* 1958), Lehrer, Grafikdesigner, Illustrator und Kunstpädagoge
- Oskar Roehler (* 1959), Schüler, Filmregisseur, Journalist, Autor. Roehler verarbeitete seine Schulzeit in Wiesentheid satirisch im Film Tod den Hippies!! Es lebe der Punk
- Helmut Nennmann (* 1949), Lehrer, Maler und Grafiker